# Гулд, Эллиотт
Э́ллиотт Гулд (англ. Elliott Gould; фамилия при рождении — Го́лдштейн (англ. Goldstein), род. 29 августа 1938[…], Бруклин, Нью-Йорк) — американский актёр.

## Биография
Гулд родился в Бенсонхерсте, Бруклин, Нью-Йорк, в еврейской семье выходцев из Восточной Европы. Его мать, Люсиль (урождённая Рэйвер), продавала искусственные цветы, а отец, Бернард Голдштейн, работал поставщиком текстиля в Швейном квартале.
Популярность Гулду принесла роль Ловца в фильме Роберта Олтмена «M.A.S.H» (1970). В начале 1970-х годов сыграл ещё несколько ролей в фильмах Олтмена и большую роль в фильме Ингмара Бергмана «Прикосновение». Впоследствии ему ни разу не удалось повторить собственного успеха, и с середины 1970-х его карьера в кино заметно замедлилась. Гулд ушёл на телевидение, где стал сниматься во второстепенных ролях. Наиболее запоминающейся в его телекарьере стала роль Джека Геллера, отца Моники и Росса, в сериале «Друзья». Однако в последние годы Гулд приобрёл статус «ностальгической звезды», который принёс ему коммерчески успешную роль одного из товарищей Оушена в фильме «Одиннадцать друзей Оушена» и его сиквелах.

## Личная жизнь
С 1963 по 1971 год Гулд был женат на певице и актрисе Барбре Стрейзанд. У них есть сын, Джейсон Эммануэль Гулд (род. 1966).
С 1973 по 1975, и во второй раз с 1978 по 1979 год, Гулд женат на Дженнифер Богарт, дочери режиссёра Пола Богарта. У них есть двое детей.

## Фильмография
| Год       |   | Русское название                          | Оригинальное название           | Роль                                |
| --------- | - | ----------------------------------------- | ------------------------------- | ----------------------------------- |
| 1968      | ф | Ночь, когда наехали на заведение Мински   | The Night They Raided Minsky’s  | Билли Мински                        |
| 1969      | ф | Боб и Кэрол, Тед и Элис                   | Bob & Carol & Ted & Alice       | Тед Хендерсон                       |
| 1970      | ф | Военно-полевой госпиталь                  | M.A.S.H                         | Джон «Ловец» Макинтайр              |
| 1971      | ф | Прикосновение                             | Beröringen, The Touch           | Дэвид                               |
| 1973      | ф | Долгое прощание                           | The Long Goodbye                | Филип Марлоу                        |
| 1974      | ф | Калифорнийский покер                      | California Split                | Чарли Уотерс                        |
| 1977      | ф | Мост слишком далеко                       | A Bridge Too Far                | Роберт Стаут                        |
| 1978      | ф | Козерог-1                                 | Capricorn One                   | Роберт Колфилд, репортёр            |
| 1978      | ф | Молчаливый партнёр                        | The Silent Partner              | Майлс Каллен                        |
| 1979      | ф | Леди исчезает                             | «The Lady Vanishes»             | американский фотограф Роберт Кондон |
| 1987      | ф | Лягушка                                   | Frog                            | Билл Андерсон                       |
| 1989      | ф | Ночной гость                              | Night Visitor                   | Рональд «Рон» Деверо                |
| 1976      | ф | Гарри и Уолтер едут в Нью-Йорк            | Harry And Walter Go To New York | Уолтер Хилл                         |
| 1994—2004 | с | Друзья                                    | Friends                         | Джек Геллер                         |
| 1995      | ф | Прикрой меня                              | Cover Me                        | капитан Ричардс                     |
| 1995      | ф | Забыть и вспомнить                        | Kicking and Screaming           | папа Гровера                        |
| 1998      | ф | Американская история Икс                  | American History X              | школьный учитель Мюррей             |
| 2000      | ф | 100 проблем и девушка                     | Playing Mona Lisa               | Берни Гольдштейн                    |
| 2001      | ф | Одиннадцать друзей Оушена                 | Ocean's Eleven                  | Рубен Тишкофф                       |
| 2004      | ф | Двенадцать друзей Оушена                  | Ocean’s Twelve                  | Рубен Тишкофф                       |
| 2005      | ф | Пуаро Агаты Кристи. Тайна голубого поезда | Agatha Christie: Poirot         | Руфус Ван Алдин                     |
| 2007      | ф | Тринадцать друзей Оушена                  | Ocean’s Thirteen                | Рубен Тишкофф                       |
| 2011      | ф | Заражение                                 | Contagion                       | доктор Ян Сасмен                    |
| 2012      | ф | Руби Спаркс                               | Ruby Sparks                     | доктор Розенталь, психотерапевт     |
| 2016      | ф | Хроники любви                             | The History of Love             | Бруно Лейбович                      |
| 2017      | с | Сомнение                                  | Doubt                           | Исайя Рот                           |
| 2017      | с | 9J, 9K и 9L                               | 9JKL                            | Гарри Робертс                       |
| 2018      | ф | Восемь подруг Оушена                      | Ocean’s 8                       | Рубен Тишкофф                       |
| 2020      | ф | Опасная ложь                              | Dangerous Lies                  | Леонард                             |
| 2023      | ф | Что за люди                               | You People                      | мистер Гринбаум                     |